# Großsteingrab Egelund (Egedal Kommune)
Das Großsteingrab Egelund war eine megalithische Grabanlage der jungsteinzeitlichen Nordgruppe der Trichterbecherkultur im Kirchspiel Smørum in der dänischen Kommune Egedal. Seine genaue Zerstörungszeit ist unbekannt.

## Lage
Das Grab lag im Süden von Smørumnedre in einem Gewerbegebiet an der Stelle des heutigen Gebäudes Hassellunden 12.

## Forschungsgeschichte
Die Reste des Grabes wurden 1988 im Zuge einer baubegleitenden archäologischen Grabung von C. Adamsen und N. Hartmann vom Søllerød Museum entdeckt und untersucht.

## Beschreibung

### Architektur
Die Anlage war weitgehend zerstört. Weder zur Hügelschüttung noch zur Grabkammer lassen sich genauere Aussagen treffen. Die Interpretation des Befunds als Großsteingrab wird durch die Auffindung von behauenen Steinplatten nahegelegt, die als Reste von Trockenmauerwerk interpretiert werden, das ursprünglich die Lücken zwischen den Wandsteinen der Kammer füllte.
Neben dem Großsteingrab wurden zwei Brandbestattungen der älteren Bronzezeit (Periode III(–IV?)) sowie zwei Urnengräber der späten Bronzezeit oder frühen Eisenzeit entdeckt.

### Funde
In den Resten des Großsteingrabs wurde trichterbecherzeitliche Keramik gefunden.